# RETScreen
El software de gestión de energías limpias RETScreen (generalmente abreviado como RETScreen) es un paquete de programas desarrollado por el Gobierno de Canadá. En 2016, RETScreen Expert se destacó en la séptima Clean Energy Ministerial en San Francisco. El software se ofrece en 36 lenguas diferentes incluyendo el idioma español.
RETScreen Expert es la versión más reciente del software y fue lanzada al mercado el 19 de septiembre de 2016. El software permite la identificación exhaustiva, la evaluación y la optimización de la viabilidad técnica y financiera de proyectos potenciales de energía renovable y de eficiencia energética; igualmente, permite la medición y verificación del rendimiento de instalaciones, así como la identificación de oportunidades de ahorros/producción energética.
RETScreen Suite, compuesta de RETScreen 4 y RETScreen Plus, es la antigua versión del software RETScreen. RETScreen Suite incluye capacidades de análisis de cogeneración (obtención simultánea de energía eléctrica y de energía térmica útil) y de redes aisladas.
A diferencia de RETScreen Suite, RETScreen Expert cuenta con una plataforma integrada, hace uso de arquetipos detallados y exhaustivos para la evaluación de proyectos, y cuenta con capacidades de análisis de portafolio. RETScreen Expert cuenta con varias bases de datos a disposición de los usuarios, incluyendo una base de datos de condiciones climáticas obtenida de 6,700 estaciones terrestres y de datos satelitales de la NASA; base de datos de comparación; base de datos de proyectos; base de datos hidrológicos; base de datos de producto. El software contiene material de capacitación integrado extensivo, incluyendo un libro electrónico.

## Historia
La primera versión de RETScreen fue lanzada el 30 de abril de 1998. RETScreen 4 fue lanzado el 11 de diciembre de 2007 en Bali, Indonesia, por el ministro del Medio Ambiente de Canadá. RETScreen Plus fue lanzado en 2011. RETScreen suite (que incluye RETScreen 4 y RETScreen Plus con varias mejoras adicionales), fue lanzada en 2012. RETScreen Expert fue lanzado al mercado el 19 de septiembre de 2016.

## Requisitos del sistema
El programa requiere Microsoft® Windows 7 SP1, Windows 8.1, Windows 10 y Microsoft® .NET Framework 4.7 o superior. Es posible utilizar el software en computadoras Apple Macintosh usando Parallels Desktop o VirtualBox para Mac.

## Colaboradores
RETScreen International es administrado bajo el continuo liderazgo y apoyo financiero del centro de investigación CanmetENERGY en Varennes, de Recursos Naturales Canadá (un ministerio del Gobierno de Canadá). El equipo principal se apoya en la colaboración con otros gobiernos y organismos multilaterales, así como con el apoyo técnico de una amplia red de expertos de la industria, del gobierno y de académicos. Uno de sus principales socios es el Langley Research Center de la NASA, el Renewable Energy and Energy Efficiency Partnership (REEEP), el Independent Electricity System Operator (IESO) de Ontario, la Energy Unit of the Division of Technology, Industry and Economics del Programa de las Naciones Unidas para el Medio Ambiente, el Fondo Mundial para el Medio Ambiente, el Fondo Prototipo de Carbono del Banco Mundial, y la Iniciativa de Energía Sustentable de la Universidad de York.

## Ejemplos de usos
Hasta febrero de 2018, RETScreen tenía más de 575,000 usuarios provenientes de cada país y territorio.
Un estudio independiente sobre su impacto estimó que hacia el 2013, el uso de RETScreen había sido responsable de un ahorro de más de $ 8 billones de dólares para sus usuarios, de una reducción de emisiones de gases de efecto invernadero equivalente a 20 toneladas métricas (t). Asimismo, RETScreen ha habilitado al menos 24 gigavatios (GW) de capacidad de energía limpia instalada. 
RETScreen es ampliamente utilizado para facilitar e implementar proyectos de energía limpia. Entre algunos de estos proyectos se encuentran: 
- Remodelación del Edificio Empire State con medidas de eficiencia energética;[22]
- Las instalaciones de producción de 3M Canadá;
- Uso extenso por parte del sector eólico irlandés para realizar análisis para nuevos proyectos potenciales;[23]
- Monitoreo del rendimiento en cientos de escuelas en la provincia de Ontario;
- Aplicaciones en el programa de calor y electricidad combinado (optimización de bioenergía) de Manitoba Hydro;[24][25]
- Gestión energética en campus de universidades y colegios;
- Análisis y evaluaciones multianuales de rendimiento fotovoltaico en Toronto, Canadá;[26][27]
- Análisis de las instalaciones de calefacción solar de la Fuerza Aérea de los Estados Unidos;[28]
- Instalaciones municipales, incluyendo la identificación de oportunidades de remodelación de eficiencia energética en varios municipios de Ontario.[29][30]

Una colección extensa de artículos detallando los diferentes usos de RETScreen en varios contextos está disponible en el sitio LinkedIn de RETScreen.
RETScreen también es utilizado como una herramienta para la enseñanza y la investigación por más de 1,100 universidades y colegios a lo largo del mundo; también es comúnmente citado en trabajos académicos. Ejemplos de los usos de RETScreen en la academia están clasificados bajo “Publications and Reports” y "University and College Courses" en el Boletín “Clean Energy Bulletin” del sitio oficial de RETScreen.
El uso de RETScreen es encomendado y recomendado por programas de incentivos que promueven las energías limpias en todos los niveles de gobierno a nivel mundial incluyendo la CMNUCC y la Unión Europea; Canadá; Nueva Zelandia y el Reino Unido; varios estados de EE. UU. y provincias canadienses; ciudades y municipios; y servicios. Sesiones de capacitación para el uso de RETScreen a nivel nacional y regional han sido organizadas por los gobiernos de Chile, Arabia Saudita, 15 países en África Occidental y Central y la Organización Latinoamericana de Energía (OLADE).

## Premios y reconocimientos
En 2010, RETScreen International fue galardonado con el Premio a la Excelencia del Servicio Público, el premio más prestigioso que otorga el gobierno canadiense a sus funcionarios.
RETScreen y el equipo de RETScreen han sido nominados a, y recibido, otros prestigiosos galardones incluyendo el premio de Ernst & Young “Euromoney Global Renewable Energy Award”, el premio “Energy Globe (National Award for Canada)”, y la medalla de distinción “GTEC Distinction Award Medal”.

## Reseñas
Una reseña de la Agencia Internacional de la Energía acerca del lanzamiento de la versión beta de la parte hidroeléctrica del software, la describió como “muy impresionante”. La Agencia Europea de Medio Ambiente sostiene que RETScreen es una “herramienta muy útil”. RETScreen también ha sido llamado “uno de los pocos softwares disponibles para evaluar los aspectos económicos de instalaciones de energía renovable, y sin duda el mejor”, así como “una herramienta para reforzar... la coherencia del mercado” en cuanto a energías limpias en todo el mundo.